# Acerophagus clavatus
Acerophagus clavatus is een vliesvleugelig insect uit de familie Encyrtidae. De wetenschappelijke naam is voor het eerst geldig gepubliceerd in 1981 door Pilipyuk.